# Солониця (річка)
Солони́ця — річка в Україні, у Передкарпатті, в межах Дрогобицького району Львівській області. Права притока Тисмениці (басейн Дністра).

## Опис
Довжина річки 20 км, площа басейну 98 км². У верхів'ї долина V-подібна, нижче трапецієподібна. Річище слабо звивисте (в нижній течії більш звивисте).

## Розташування
Солониця бере початок на північно-східних схилах Орівського хребта, що у Східних Бескидах; на південний захід від Трускавця. Тече спочатку на північний схід, після села Болехівців повертає на захід, а в пригирловій частині тече на північ. Впадає до Тисмениці на північній околиці села Раневичі, неподалік від Дрогобича. 
Притоки: Ворона (права) і невеликі потічки. 
Річка протікає повз місто Трускавець, через місто Стебник і села: Болехівці, Нове Село та Раневичі.

## Про назву річки
Назва, можливо, походить від джерел з соляною водою, котрі розміщувалися по її берегах; відповідно вода мала присмак солі.

## Екологічний стан
Нині Солониця є настільки забрудненою, що наприкінці 2000-х років загрожує санітарно-епідеміологічному стану села Болехівці. Це, зокрема, підтвердили результати аналізів води, зроблені 2009 року Львівською обласною екологічною лабораторією та санстанцією. Згідно з їхніми даними, концентрація шкідливих речовин у воді значно перевищила норму. За попередньою версією, нечистоти потрапляють у річку з очисних споруд водоканалів у Трускавці та Стебнику, а також з приватних неканалізованих мікрорайонів цих міст та села Станиля.